# 洋基
洋基，又譯洋基人、揚基和揚基人，該詞彙最初意指美国北部新英格蘭地區居民的後裔；後來其民俗意義延伸為美國東北部地區（新英格蘭、中大西洋各州、上五大湖區等）的所有居民，以及美國內戰期間與戰後的美國北方人，甚至全體美國人。
在若干英語系國家中—尤指英國、澳大利亞、與紐西蘭—所稱的「洋客」（Yank）即美國人，相當於今日通稱的Brit、Pom、Pommy（指英國人）、Aussie（指澳洲人）、Canuck（指加拿大人）、Kiwi（指紐西蘭人）。

## 歷史

### 起源
歷史上洋基客係指新英格蘭當地移民，尤指於17世紀及以前移居的英國白人後裔。傳統上多居於鄉村（而非自闢農場），經由鄉鎮議會等參與地方自治事務，相互激勵倫理與道德。洋基客在新英格蘭各海港如波士頓、沙連、欖城與紐倫敦等－建立國際貿易路線，於1800年代甚至遠達中國。其後在投資絲綢與工具機企業中獲利豐盈，使新英格蘭於19世紀工業革命時成為美國的工業重鎮。
大多数语言学家都参考荷兰语资料，注意到新尼德兰（纽约、新泽西和特拉华州的部分地区）的荷兰殖民者与新英格兰（马萨诸塞州、罗德岛州和康涅狄格州）的英国殖民者之间的广泛互动。但确切的应用尚不确定；一些学者认为这是一个嘲笑荷兰殖民者的术语，另一些学者则认为它是嘲笑英国殖民者的。
迈克尔·奎尼恩和帕特里克·汉克斯认为，该术语来自荷兰语Janneke，这是名字Jan的缩写形式，另外，荷兰人的名字Jan和Kees早已很常见，有时这两个名字会合二为一（Jan Kees）。它的英语化拼写Yankee可能以这种方式被用来嘲讽荷兰殖民者。新英格兰人将其英语化为“Yankee”，因为荷兰语中J的发音与英语中的Y相同。奎尼恩和汉克斯认为，它“在殖民时期被用作荷兰语美国人的昵称”，并且可能扩展到非荷兰殖民者。
英国将军詹姆斯·沃尔夫在1758年首次使用“洋基”一词，当时他指的是他麾下的新英格兰士兵。他说：“我可以给你们两个甚至更多的洋基连，因为他们更擅长巡逻和侦察，而不是工作或巡逻。” 后来英国人对这个词的使用带有贬义，比如1775年出版的一幅讽刺“洋基”士兵的漫画。
Yankee这个词的含义随时间而变化。在18世纪，它指的是新英格兰的居民，是该地区最初的英国定居者的后裔。马克·吐温在1889年的小说《康州美國佬大鬧亞瑟王朝》中以这种含义使用了这个词。早在1770年代，英国人就将这个词用于任何来自美国的人。在19世纪，美国南部的美国人用这个词来指代来自美国北部的美国人，但并不指最近从欧洲来的移民。因此，一位弗吉尼亚州里士满的游客在1818年评论道：“有进取心的人大多是陌生人；苏格兰人、爱尔兰人，尤其是新英格兰人，或者他们所谓的洋基人”。从历史上看，它也被用来区分在美国出生的新教徒和后来的移民，比如爱尔兰裔天主教徒。

### 歷史上的使用
此詞語源不明。1758年，英國的詹姆斯·伍爾夫將軍稱麾下之新英格蘭籍士兵為洋基佬：『我可以替你拉來兩師洋基佬』英國人以此詞為雜用蔑稱，1775年嘲弄洋基大兵的漫畫即為一例。『洋基與賓那邁』（Yankee and Pennamite）戰爭用以形容賓夕法尼亞州自1769年以來為爭一片河岸而起的連串衝突，其中的『洋基』指的是主張所有權的康乃迪克州民一方。
麻薩諸塞州劍橋的強納生·黑斯廷（Johnathan Hastings）於1713年左右，帶動使用此詞表示廣義上的出類拔粹。最早關於此詞語源的理論之一是，來自北美印地安人對『English』一詞的近似發音，已遭語言學家駁斥。
牛津字典所提出的語源最具說服力，認為是衍自荷蘭語中的Janke，縮寫為Jan，（即英語中的"John"），且延伸至用以稱呼新英格蘭之英裔或荷裔移民。一個出名（但靠不住）的理論，描述印地安人以其所知之最簡單的名字—Jan Keyes—來稱呼所有的白種生意人。另一種推測則為自荷蘭酪農業中之Jan Kaas與"John Cheese"流傳而來。其他的猜想尚有來自上紐約州的荷蘭人用以稱呼移居當地的新英格蘭人等。最後一說明顯有誤，新英格蘭移居者於美國獨立後方移居上紐約州，其時洋基一詞早已廣為流傳。麥可·昆寧（Michael Quinion）與派崔克·漢克（Patrick Hanks）論斷，該詞牽涉到荷語中之別號與姓氏Janke經英化為『洋基』且『作為殖民時期說荷語的美國人之綽號』。依其論點，此詞進而將非以荷語為母語之美國人包含在內。
美國獨立戰爭期間普受歡迎的洋基歌是此詞廣受傳誦的影響因素之一。美國人以此致敬康科特戰役，也成為當時的流行歌曲，流傳至今成為康乃迪克州的州歌。在美國境外，此詞最早可溯及1835年在加拿大新斯科舍省哈里法克斯一家報紙內的專欄人物『洋基鐘錶匠』山姆·史立克。這個角色是個直腸子的美國人，為該報當時的美國與新斯科舍省客戶帶來樂子，並激勵老派的加拿大人變得和洋基人一樣靈巧而勤勉。
『天殺的洋基』一詞自1812年開始流傳，美利堅聯盟國（南軍）於美國內戰期間與戰後廣用此詞以貶損其北方的敵人。

## 文化特性

### 文化
洋基客為子弟們創建美國首座公立高中與大學，形成發展中都市所必需的高級人才。洋基文化的特色包含重視教育並尊重多元社會價值，強調智力高於技藝，支持亂中有序的整體結構。
重視教育甚於一切的洋基客於1636年成立哈佛學院（今哈佛大學大學部），1635年成立波士頓拉丁學校，1701年成立耶魯學院（今耶魯大學大學部），並成立其他法學、醫學、神學等相關科系的高等院校。洋基客在設立免付費公立學校中創先河，在荷瑞斯·曼恩的領導下，設計出公立學校與教育課程體系，其後發展為全國模式，各州皆仿效。洋基客於19世紀晚期建立美國最早成立的多家名校，如約翰霍普金斯（美國第一個大學研究所，由丹尼爾·寇伊特·吉爾曼所成立）、哈佛、耶魯、密西根、威斯康辛、哥倫比亞、芝加哥、與柏克萊等大學。而私立中學如聖保羅、菲利普·安多瓦、菲利普·艾斯特、喬艾特、與格羅頓等，則一直是精英、富家子弟受教育之首選。
常春藤聯盟與小常春藤自由主義美術學院聯盟，特別是哈佛與耶魯，於二次世界大戰結束前始終是老派洋基文化之重鎮。受過高等教育的典型洋基客具內省性格，通常會長期記錄詳細的日誌。

### 宗教
在宗教上，英格蘭地區的洋基客承襲喀爾文教派公理宗之清教徒傳統，但於1750年代之後轉為聖公會、衛理會、美北浸信會、或唯一神教派。霍桑所描述的17世紀刻板固執的倫理道德於18世紀淡去，而19世紀早期的第二次大覺醒（由查爾斯·格蘭迪遜·芬尼發起）轉而強調個人虔敬、信仰復興、以及獻身於公民義務中。阿民念教派取代了原來眾人篤信的喀爾文教派。荷瑞斯·蒲秀納爾引入基督哺育的觀念，即兒童們無需經信仰復興便可皈依恩主。洋基客於1800年之後開展多項改革運動，如廢奴、禁酒、女權等運動。南北戰爭後的美國重建時期的1860年代，在洋基客南下教育受解放黑奴的同時，愛瑪·威勒德與瑪麗·里昂成為婦女受高等教育之開路先鋒。

### 政治

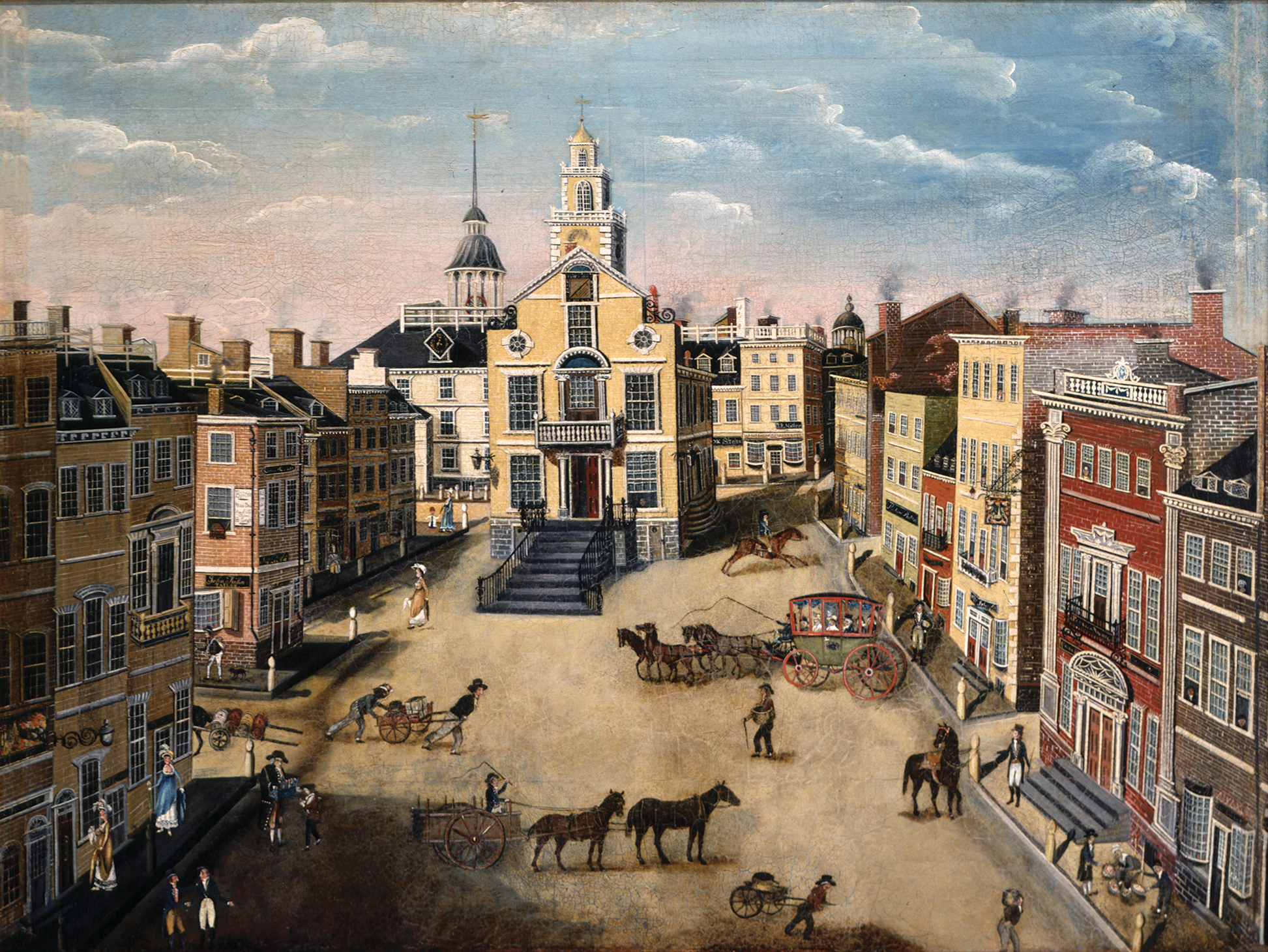
19世纪初的波士顿

在政治上，主宰新英格蘭、北紐約州與中西部內地大部的洋基客成為1860年代新生的共和黨大票倉，當中以長老會、公理會以及1860年代後之衛理會教友為主。一項對以洋基客為主要族群的65個郡縣所作研究發現，在1848年與1852年總統大選中，輝格黨在當地獲得四成支持率，但在1856年至1864年的各場大選中，共和黨獲得61至65%的選票。
1800年后，北方白人领导了大多数美国改革运动，包括废除奴隶制、禁酒、增加妇女政治权利和改善妇女教育。埃玛·威拉德和玛丽·里昂是女性高等教育的先驱，而北方白人则在19世纪60年代末重建期间前往南方教育自由民的改革者中占大多数。據文獻記載，洋基客控制新英格蘭乃至全美之商業、金融、慈善事業、以及高等教育。在社經上主宰新英格蘭及紐約市、克夫蘭、底特律、芝加哥、舊金山、西雅圖、以及檀香山。洋基企業家經常以新英格蘭及紐約市的大量國際金融往來為後盾，在中西部開拓商業中心與工業大城。

### 刻板印象
喀爾文·柯立芝是特出的洋基客實例，柯立芝自佛蒙特鄉間搬遷至麻省的市郊，受教於麻省的埃摩斯特學院，但其粗獷不文的作風，以及簡潔的農村說話方式，產生了政治上的吸引力，當時有名言為「洋基式鼻音腔可當數十萬張選票」，相傳是一位共和黨領袖如是說。
影集《格理甘之島》內的虛構人物，哈佛大學畢業的舍斯頓·豪威爾三世（Thurston Howell III），為老式洋基菁英份子的滑稽象徵。到了21世紀，有系統的洋基式作風經由教育界瀰漫至整個社會。雖然自1880年代起即不斷有人預言洋基政客非新一輩政治動物之對手，洋基客仍處身政治頂層，如布什總統父子，民主黨全國委員會主席霍華德·迪恩，以及民主黨2004年的總統候選人約翰·福布斯·凱瑞參議員，他是古老的福布斯家族之新生代，此家族可追溯至殖民地時期。

## 當代用法

### 美國境內
在美國境內，洋基一詞在文脈與地理上代表多重的不同意義。傳統上洋基通常即指新英格蘭的居民（在這種用法中也可暗指清教徒式純樸價值觀。）但今日可指來自梅森-迪克森線以北各州州民，而主要是指新英格蘭人。在新英格蘭當地，此詞多特指具英國血統之老派新英格蘭人。自1960年代後開始使用之華斯普（WASP，意譯為盎格魯撒克遜白人新教徒，是今天构成美国上流社会的绝大部分）一詞指新教徒的英裔先祖，含括洋基客與南方人，雖說其意義經常延伸至美國白種基督徒。
羅德島州鄉間、東康乃迪克州、與麻省東南一帶所使用的濕地洋基一詞為中性意義，意指信奉新教的農人及其子孫（相對於上流社會的洋基客。）若干作家曾述及，老式洋基鼻音腔主要留存於新英格蘭內陸山城。最具特色的洋基食物是派餅，洋基作家哈利耶特·畢卻·斯陀於其『老城居民』（Oldtown Folks）一書中之傳統社會慶典環繞在洋基派餅上。
在美南，洋基一詞用以譏諷北方人，特指移居美南之北方人，一如若干南方人之說法：『洋基是指北方人，而「天殺的洋基」（Damnyankee）是搬到南方的北方人。』就如同蘇格蘭人與威爾斯人若被稱為『英國人』會感覺受辱一般，美國南方人不喜歡被稱為『洋基客』，許多美國南方人較願意被稱為迪克西。
艾爾溫·布魯克·懷特（Elwyn Brooks White）概括為
對外國人而言，洋基是美國人。

對美國人而言，洋基是北方人。

對北方人而言，洋基是东部人。

對東部人而言，洋基是新英格蘭人。

對新英格蘭人而言，洋基是佛蒙特人。

而對佛蒙特人而言，洋基是早餐吃馅饼的人。
該警句有多種民俗趣譚式變體，如將最後一條定義改為“用户外厕所的人”。馬克·吐溫最受歡迎的小說之一：康乃迪克洋基佬進亞瑟王廷，將洋基一詞通俗化，轉為康乃迪克州居民的稱呼。紐約洋基隊是美國職棒大聯盟球隊。

### 世界其他地方

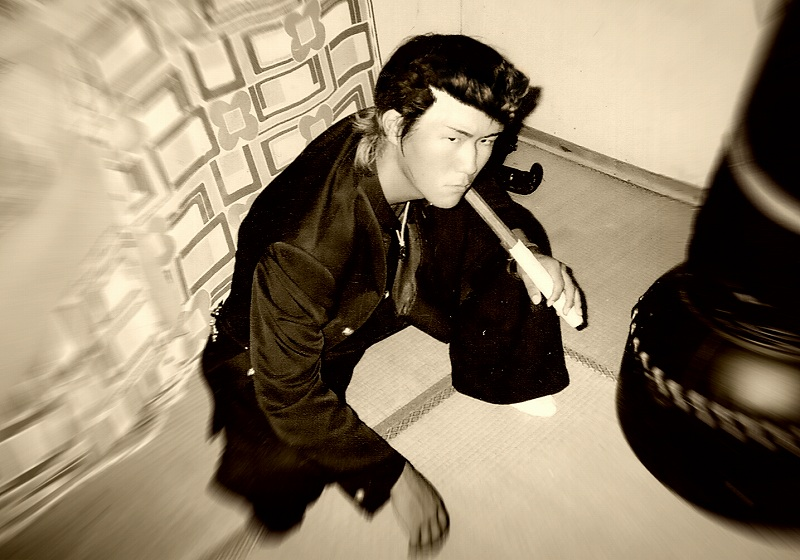
日本1990年代的洋基（ヤンキー）

世上某些國家，尤其是拉丁美洲、西班牙、東亞等地，洋基或yanqui一詞時作為與反美主義相關的政治性侮辱，用於『洋基佬滾回家』或『我們戮力反對洋基，人類之敵』（桑地諾民族解放陣線口號）等句中。
在美國以外的英語系國家，如澳大利亞、加拿大、愛爾蘭、紐西蘭、及聯合王國等，洋基一詞普遍簡寫為'Yank'，在口語中作為全體美國人的代稱。倫敦土話中的Yank一詞演變成化糞池，進而成為美國人的新綽號：『爛貨』（Seppo或Septic）。這些國家於世界大戰期間以此詞稱呼美軍大兵，而美國政府則被稱為the Yanks。『為洋基錢賣命。』（"Working for the Yankee dollar"）時用以貶損把自己『賣』給美國公司者。Yanquilandia（Yankeeland）為西班牙語中，對美國之蔑稱。
在19世紀，日本人被稱為『東方洋基佬』（"the Yankees of the East"），讚其勤勉與在現代化道路上勇猛精進。到了21世紀，日本以Yankī一詞指稱年輕的惡棍，他們喜歡賣弄自己染成淡色的頭髮。雖有人稱此詞來自英文中的洋基，但此詞之語源頗受爭議。在芬蘭，通常以jenkki一詞稱呼美國人，而Jenkkilä（洋基國）一詞則用以稱呼美國。

## 深入閱讀
- Beals, Carleton; Our Yankee Heritage: New England's Contribution to American Civilization
- Conforti, Joseph A. Imagining New England: Explorations of Regional Identity from the Pilgrims to the Mid-Twentieth Century
- Bushman, Richard L. From Puritan to Yankee: Character and the Social Order in Connecticut, 1690–1765（1967）
- Ellis, David M.  "The Yankee Invasion of New York 1783–1850". New York History（1951）32:1–17.
- Fischer, David Hackett. Albion's Seed: Four British Folkways in America（1989）,Yankees comprise one of the four
- Gjerde; Jon. The Minds of the West: Ethnocultural Evolution in the Rural Middle West, 1830–1917
- Gray; Susan E. The Yankee West: Community Life on the Michigan Frontier
- Oscar Handlin, "Yankees," in Harvard Encyclopedia of American Ethnic Groups, ed. by Stephan Thernstrom, (1980) pp 1028–1030.
- Hill, Ralph Nading. Yankee Kingdom: Vermont and New Hampshire. (1960). （页面存档备份，存于）
- Holbrook, Stewart H.  Yankee Exodus: An Account of Migration from New England（1950）
- Holbrook, Stewart H.;  Yankee Loggers: A Recollection of Woodsmen, Cooks, and River Drivers（1961）
- Hudson, John C. "Yankeeland in the Middle West,"  Journal of Geography 85（Sept 1986）
- Jensen, Richard. "Yankees" in Encyclopedia of Chicago (2005). （页面存档备份，存于）
- Kleppner; Paul. The Third Electoral System 1853–1892: Parties, Voters, and Political Cultures University of North Carolina Press. 1979, on Yankee voting behavior
- Knights, Peter R.; Yankee Destinies: The Lives of Ordinary Nineteenth-Century Bostonians
- Mathews, Lois K. The Expansion of New England (1909).
- Piersen, William Dillon. Black Yankees: The Development of an Afro-American Subculture in Eighteenth-Century New England（1988）
- Power, Richard Lyle. Planting Corn Belt Culture（1953）,on Indiana
- Rose, Gregory. "Yankees/Yorkers," in Richard Sisson ed, The American Midwest: An Interpretive Encyclopedia（2006）193–95, 714–5, 1094, 1194,
- Sedgwick, Ellery; The Atlantic Monthly, 1857–1909: Yankee Humanism at High Tide and Ebb
- Smith, Bradford. Yankees in Paradise: The New England Impact on Hawaii（1956）
- Taylor, William R. Cavalier and Yankee: The Old South and American National Character（1979）
- WPA. Massachusetts: A Guide to Its Places and People.  Federal Writers' Project of the Works Progress Administration of Massachusetts (1937).

### 語言學相關著作
- Butsee H. Logemay, "The Etymology of 'Yankee'," Studies in English Philology in Honor of Frederick Klaeber, (1929) pp 403–13.
- Fleser, Arthur F. "Coolidge's Delivery: Everybody Liked It." Southern Speech Journal 1966 32（2）:98–104. Issn: 0038-4585
- Harold Davis. "On the Origin of Yankee Doodle," American Speech, Vol. 13, No. 2（Apr., 1938）,pp. 93–96 in JSTOR
- Kretzschmar, William A. Handbook of the Linguistic Atlas of the Middle and South Atlantic States（1994）
- Lemay, J. A. Leo "The American Origins of Yankee Doodle," William and Mary Quarterly 33（Jan 1976）435–64
- Mathews, Mitford M. A Dictionary of Americanisms on Historical Principles（1951）pp 1896 ff for elaborate detail
- Ruth Schell, "Swamp Yankee," American Speech, 1963, Volume 38, No.2（The American Dialect Society, Published by Duke University Press）,pg. 121–123. accessed through JSTOR
- Oscar G. Sonneck. Report on "the Star-Spangled Banner" "Hail Columbia" "America" "Yankee Doodle"（1909）pp 83ff online （页面存档备份，存于）

## 外部連結
- Online Etymology Dictionary （页面存档备份，存于）
- American Heritage Dictionary （页面存档备份，存于）
- Wordorigins.org
- Word of the Day （页面存档备份，存于）